# Calella
Calella é um município da Espanha na comarca de Maresme, província de Barcelona, comunidade autónoma da Catalunha. Tem 8 km² de área e em 2021 tinha 19 236 habitantes (densidade: 2 404,5 hab./km²).

## Demografia
| Variação demográfica do município entre 1991 e 2004[carece de fontes?] | Variação demográfica do município entre 1991 e 2004[carece de fontes?] | Variação demográfica do município entre 1991 e 2004[carece de fontes?] | Variação demográfica do município entre 1991 e 2004[carece de fontes?] |
| ---------------------------------------------------------------------- | ---------------------------------------------------------------------- | ---------------------------------------------------------------------- | ---------------------------------------------------------------------- |
| 1991                                                                   | 1996                                                                   | 2001                                                                   | 2004                                                                   |
| 11324                                                                  | 11687                                                                  | 13694                                                                  | 16008                                                                  |